# Dick Quax
Theodorus Jacobus Leonardus (Dick) Quax (1. ledna 1948, Alkmaar – 28. května 2018) byl novozélandský atlet, běžec, který se věnoval středním a dlouhým tratím. V roce 1977 vytvořil světový rekord v běhu na 5000 metrů.

## Kariéra
Quax se narodil v Nizozemsku, ale v roce 1954 se odstěhoval s rodiči na Nový Zéland. V roce 1970 získal stříbrnou medaili na hrách Commonwealthu. Na olympijských hrách 1976 v Montrealu získal stříbrnou medaili. V roce 1977 vytvořil na mítinku ve Stockholmu nový světový rekord v běhu na 5000 metrů časem 13:12,9 minuty. Tímto časem držel i rekord Nového Zélandu až do roku 2008, tedy 31 let. V závěru kariéry běhal delší tratě včetně maratonského běhu. Později se věnoval politice.
Zemřel 28. května 2018.

## Osobní rekordy
| Trať    | Čas           | Datum |
| ------- | ------------- | ----- |
| 1500 m  | 3:36,7        | 1976  |
| míle    | 3:56,2        | 1976  |
| 5000 m  | 13:12,86 (SR) | 1977  |
| 10000 m | 27:41,95      | 1977  |
| maraton | 2:10:47       | 1980  |